# Sattajärvi (Pajala socken, Norrbotten)
Sattajärvi är en sjö i Pajala kommun i Norrbotten och ingår i Torneälvens huvudavrinningsområde. Sjön har en area på 0,747 kvadratkilometer och ligger 175,9 meter över havet. Sjön avvattnas av vattendraget Sattajoki.

## Delavrinningsområde
Sattajärvi ingår i det delavrinningsområde (746039-182813) som SMHI kallar för Utloppet av Sattajärvi. Medelhöjden är 198 meter över havet och ytan är 10,74 kvadratkilometer. Det finns inga avrinningsområden uppströms utan avrinningsområdet är högsta punkten. Sattajoki som avvattnar avrinningsområdet har biflödesordning 3, vilket innebär att vattnet flödar genom totalt 3 vattendrag innan det når havet efter 198 kilometer. Avrinningsområdet består mestadels av skog (55 procent) och sankmarker (22 procent). Avrinningsområdet har 0,74 kvadratkilometer vattenytor vilket ger det en sjöprocent på 6,9 procent.